# Korea na Igrzyskach Azjatyckich 2018
Korea na Igrzyskach Azjatyckich 2018 – jedna z reprezentacji uczestnicząca na igrzyskach azjatyckich rozegranych w Dżakarcie i Palembangu w dniach 18 sierpnia – 2 września. W pierwszym udziale w igrzyskach azjatyckich w kadrze znalazło się 60 zawodników, którzy wystąpili w 3 dyscyplinach. Wzięli udział w koszykówce, wioślarstwie i kajakarstwie. Podobnie jak podczas zimowych igrzysk olimpijskich w Pjongczangu reprezentacje Korei Południowej i Korei Północnej na ceremonii otwarcia wystąpili razem pod flagą zjednoczenia. Chorążymi zostali południowokoreańska koszykarka Lim Yung-hui oraz północnokoreański piłkarz Ju Kyong-chol. Zdobyli łącznie 4 medale (jeden złoty, jeden srebrny i dwa brązowe).

## Medale
| Medal  | Zawodnik | Dyscyplina            | Konkurencja        | Data        |
| ------ | --- | --------------------- | ------------------ | ----------- |
| złoto  | Byun Eun-jeong Cha Un-gyong Cha Un-yong Choi Yu-seul Ho Su-jong Hyun Jae-chan Jang Hyun-jung Jo Min-ji Jong Ye-song Kang Cho-hee Kim Hyeon-hee Kim Su-hyang Lee Ye-lin Ri Hyang To Myong-suk Yun Un-jong               | Kajakarstwo klasyczne | TBR 500 m (K)      | 26 sierpnia |
| srebro | Choi Eun-sil Jang Mi-gyong Kang Lee-seul Kim Han-byul Kim Hye-yon Kim So-dam Lim Yung-hui Park Ha-na Park Hye-jin Park Ji-hyun Park Ji-su Ro Suk-yong                                                                  | Koszykówka            | Turniej kobiet (K) | 1 września  |
| brąz   | Byun Eun-jeong Cha Un-gyong Cha Un-yong Choi Yu-seul Ho Su-jong Hyun Jae-chan Jang Hyun-jung Jo Min-ji Jong Ye-song Kang Cho-hee Kim Hyeon-hee Kim Su-hyang Lee Ye-lin Ri Hyang To Myong-suk Yun Un-jong               | Kajakarstwo klasyczne | TBR 200 m (K)      | 25 sierpnia |
| brąz   | An Hyun-jin Choe Kyong-uk Jon Chung-hyok Jung Hoon-seock Kim Jin-il Kim Pu-song Kim Young-gil Lee Hyeon-joo O In-guk Paek Won-ryol Park Cheol-min Ri Yong-hyok Shin Dong-jin Shin Seong-woo Yang Chol-jin Yeom Hee-tae | Kajakarstwo klasyczne | TBR 1000 m (M)     | 27 sierpnia |

| Medale według dni | Medale według dni | Medale według dni | Medale według dni | Medale według dni | Medale według dni |
| Dzień             | Data              | złoto             | srebro            | brąz              | Razem             |
| ----------------- | ----------------- | ----------------- | ----------------- | ----------------- | ----------------- |
| 1                 | 19 sierpnia       | 0                 | 0                 | 0                 | 0                 |
| 2                 | 20 sierpnia       | 0                 | 0                 | 0                 | 0                 |
| 3                 | 21 sierpnia       | 0                 | 0                 | 0                 | 0                 |
| 4                 | 22 sierpnia       | 0                 | 0                 | 0                 | 0                 |
| 5                 | 23 sierpnia       | 0                 | 0                 | 0                 | 0                 |
| 6                 | 24 sierpnia       | 0                 | 0                 | 0                 | 0                 |
| 7                 | 25 sierpnia       | 0                 | 0                 | 1                 | 1                 |
| 8                 | 26 sierpnia       | 1                 | 0                 | 0                 | 1                 |
| 9                 | 27 sierpnia       | 0                 | 0                 | 1                 | 1                 |
| 10                | 28 sierpnia       | 0                 | 0                 | 0                 | 0                 |
| 11                | 29 sierpnia       | 0                 | 0                 | 0                 | 0                 |
| 12                | 30 sierpnia       | 0                 | 0                 | 0                 | 0                 |
| 13                | 31 sierpnia       | 0                 | 0                 | 0                 | 0                 |
| 14                | 1 września        | 0                 | 1                 | 0                 | 1                 |
| 15                | 2 września        | 0                 | 0                 | 0                 | 0                 |
| Razem             | Razem             | 1                 | 1                 | 2                 | 4                 |

| Medale według dyscyplin | Medale według dyscyplin | Medale według dyscyplin | Medale według dyscyplin | Medale według dyscyplin | Medale według dyscyplin |
| Dyscyplina              | złoto                   | srebro                  | brąz                    | Razem                   |                         |
| ----------------------- | ----------------------- | ----------------------- | ----------------------- | ----------------------- | ----------------------- |
| Kajakarstwo klasyczne   | 1                       | 0                       | 2                       | 3                       |                         |
| Koszykówka              | 0                       | 1                       | 0                       | 1                       |                         |
| Razem                   | 1                       | 1                       | 2                       | 4                       |                         |

| Medale według płci | Medale według płci | Medale według płci | Medale według płci | Medale według płci | Medale według płci |
| Płeć               | złoto              | srebro             | brąz               | Razem              |                    |
| ------------------ | ------------------ | ------------------ | ------------------ | ------------------ | ------------------ |
| Mężczyźni          | 0                  | 0                  | 1                  | 1                  |                    |
| Kobiety            | 1                  | 1                  | 1                  | 3                  |                    |
| Razem              | 1                  | 1                  | 2                  | 4                  |                    |